# Пінон австралійський
Пі́нон австралійський (Ducula spilorrhoa) — вид голубоподібних птахів родини голубових (Columbidae). Мешкає в Австралії, на Новій Гвінеї та на сусідніх островах.

## Опис

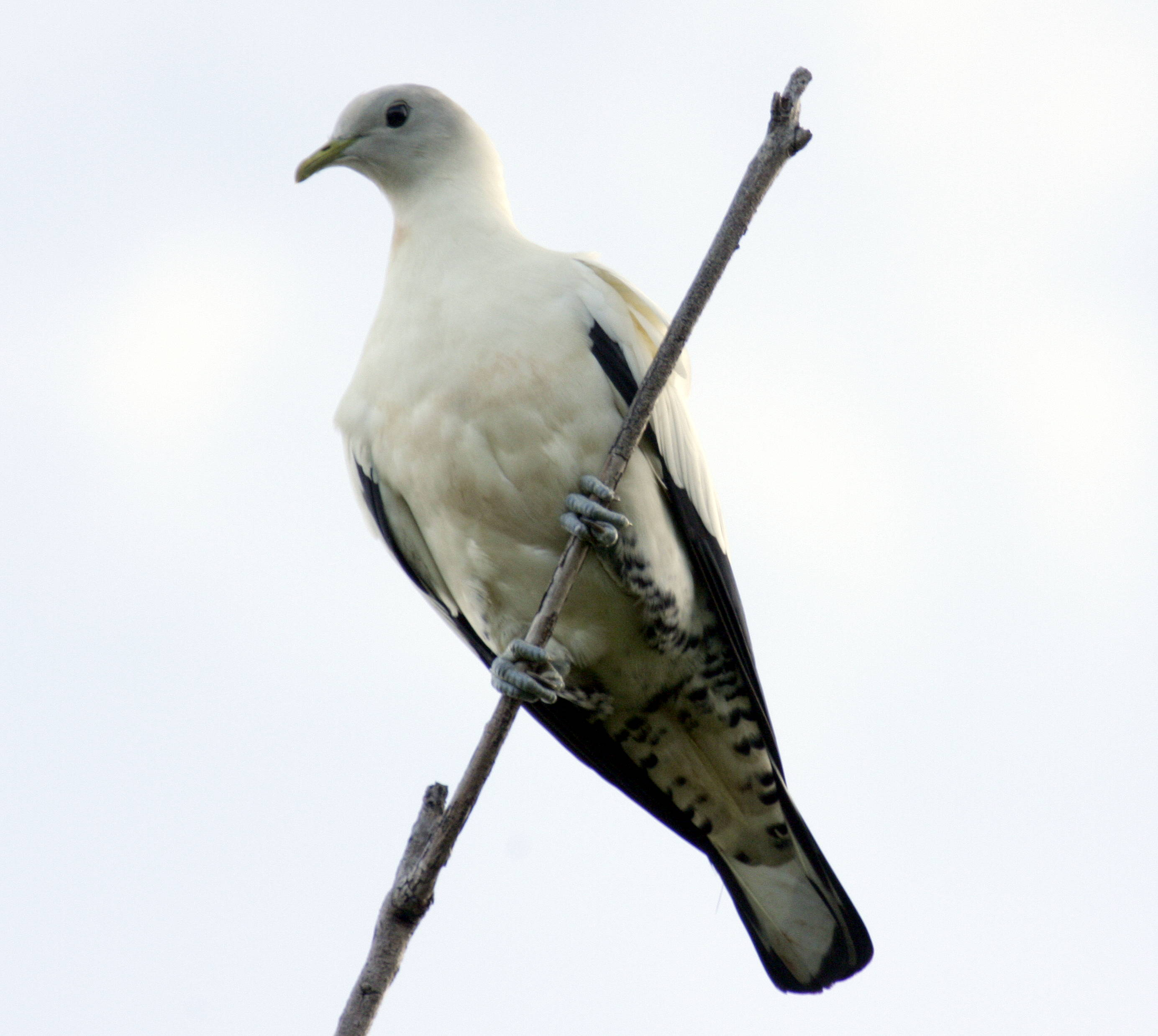
Австралійський пінон

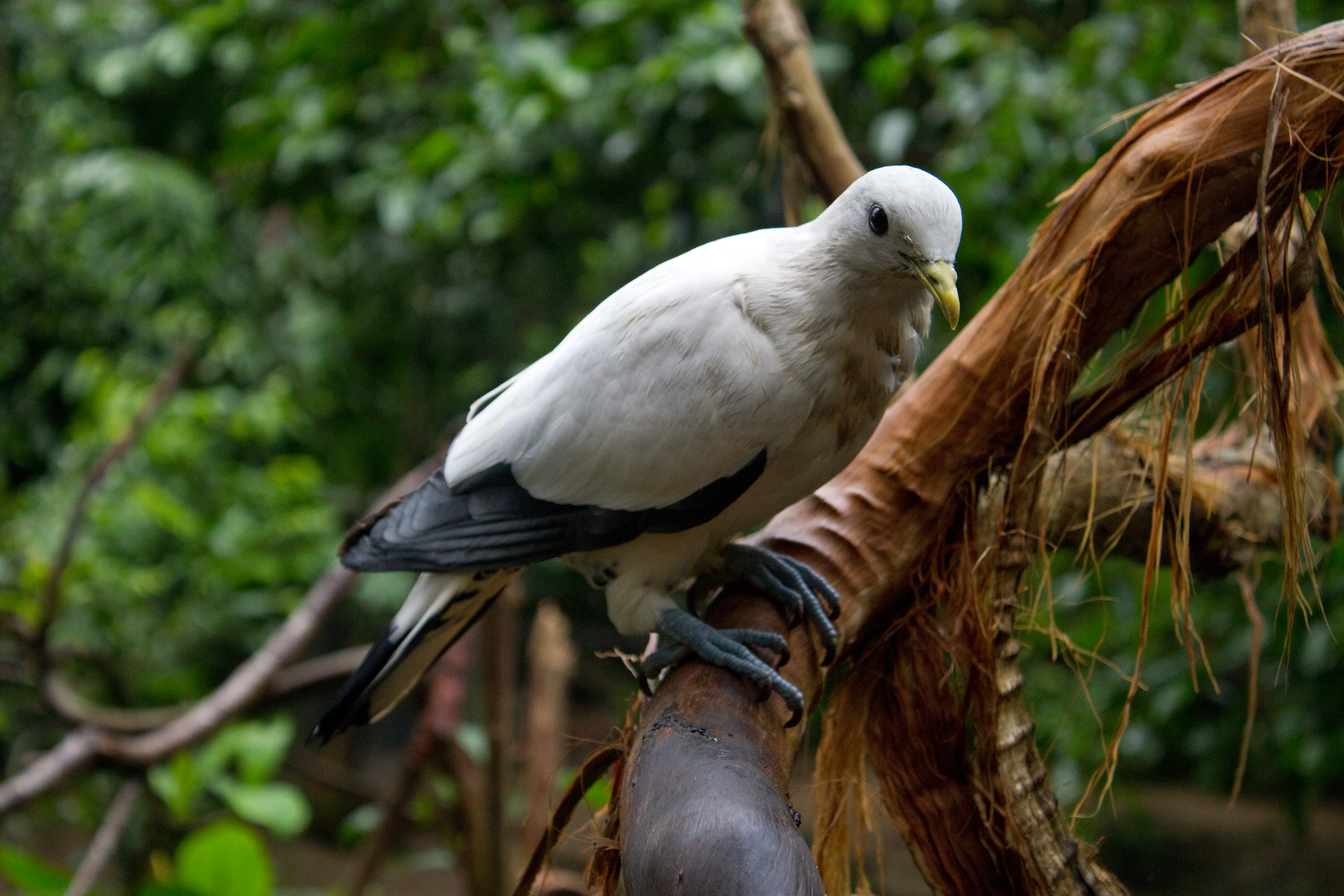
Австралійський пінон

Довжина птаха становить 38-44 см, вага 378-500 г. Голова, шия і верхня частина тіла кремово-білі, інрді з легким сіруватим відтінком. Покривні пера крил білі, махові пера чорні. Стернові пера чорно-білі, ккрайні стернові пера майже повністю білі і маюль лише чорні края. Нижня частина тіла переважно кремово-біла, на стегнах чорні плямки. Гузка поцяткована чорними смужками. Дзьоб жовтуватий, на кінці зеленуватий. Лапи світло-сизі.

## Поширення і екологія
Австралійські пінони мешкають на півночі Австралії і на узбережжі Новій Гвінеї, а також на півдні Нової Гвінеї, в долині річки Сепік, на островах Біак і Схаутен, Ару, Тробріана, Д'Антркасто і Луїзіада, на островах Торресової протоки та на островах біля узбережжя Австралії. Вони живуть в мангрових лісах, прибережних вологих і заболочених тропічних лісах, у сухих і вологих саванах та в чагарникових заростях. Зустрічаються невеликими зграйками, на висоті до 900 м над рівнем моря. Живляться плодами. Сезон розмноження в Австралії триває з сереня по січень. Гніздяться розрідженими колоніями. Гніздо являє собою платформу з гілочок, розміщується на дереві. В кладці 1, рідше 2 яйця, інкубаційний період триває 26-28 днів. Пташенята покидають гніздо через 23-25 днів після вилуплення. І самиці, і самці насиджують кладку і доглядають за пташенятами. 